# Кульківник
Кульківник (Pilularia) — рід папоротей родини марсилієвих (Marsileaceae). Включає 6 видів.

## Поширення

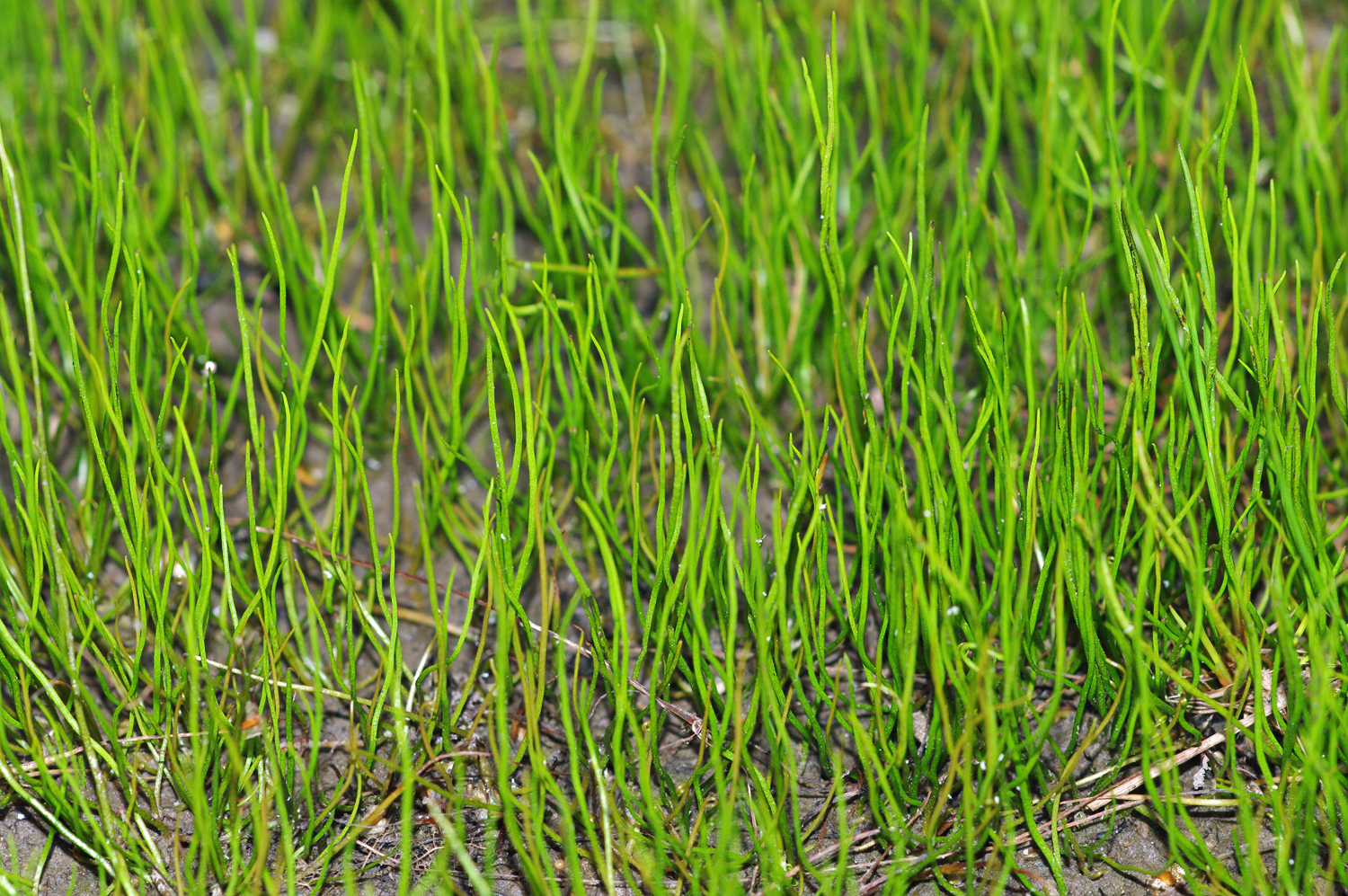

Рід поширений у помірних регіонах Європи, Азії та Північної Америки, в горах Ефіопії та Південної Африки, в Австралії, Новій Зеландії та на заході Південної Америки. Росте на болотах, на відкритих мулистих ґрунтах, у тимчасово затоплених ділянках.

## Опис
Невеликі рослини з ниткоподібними листками та повзучим кореневищем. Темно-коричневий спорангій утворюється в сферичних спорокарпах, що формуються в пазухах листків.

## Класифікація
- Pilularia americana A.Braun
- Pilularia dracomontana N. R. Crouch & J. Wesley-Smith
- Pilularia globulifera L.
- Pilularia minuta Durieu
- Pilularia novae-hollandiae A.Braun
- Pilularia novae-zelandiae Kirk